# لونغاني
لونغاني هي قرية تقع في إقليم ياش في رومانيا وبلغ عدد سكانها 5,061 نسمة في عام 2002م.